# Richard von Volkmann
Richard von Volkmann (né le 17 août 1830 à Leipzig, mort le 28 novembre 1889 à Iéna) est un chirurgien et poète allemand. Comme chirurgien, il est connu pour avoir introduit l'antisepsie en Allemagne, et pour avoir décrit le syndrome de Volkmann, une complication irréversible des blessés sous plâtre.  
Comme écrivain, sous le pseudonyme de Richard Leander, il est l'auteur de poèmes mis en musique par Gustav Mahler et d'un recueil de contes de fée souvent réédité dans le monde anglo-saxon. 

## Biographie

### Origine et formation
Richard Volkmann est le deuxième d'une famille de douze enfants. Son père est Alfred Wilhelm Volkmann (1801-1877), professeur d'anatomie et physiologie à l'Université de Leipzig puis de la Halle. Sa mère est Adele (1808-1884), fille de l'éditeur de musique Gottfried Christoph Härtel copropriétaire de la maison d'édition Breitkopf & Härtel.
Sa première éducation se fait à la maison par un précepteur personnel. À l'âge de 13 ans, il entre à l'école princière de Grimma (de). En 1849, à la fin de ses études secondaires, il se montre intéressé par les lettres classiques, mais il obéit au souhait de son père qui veut le voir médecin.
En 1850, il commence ses études médicales à l'université de Halle, puis à l'université de Giessen et celle de Heidelberg, pour les terminer à l'université Frédéric-Guillaume de Berlin, où il passe - comme tous les médecins prussiens - son examen d'État en obtenant son doctorat en médecine en 1854,.
Son intérêt pour la chirurgie s'éveille sous la direction de Bernhard von Langenbeck (1810-1887) qui était alors le chirurgien le plus fameux d'Allemagne, et par son amitié avec Theodor Billroth (1829-1894) qui sera celui de la génération suivante.
Au cours de ses études, Volkmann rejoint des sociétés d'étudiants (« les fraternités progressistes ») militant pour l'unification de l'Allemagne, comme la burschenschaft Fürstenthal,, le Corps Starkenburgia (de) et le Corps Marchia Halle (de).
Marié, il aura onze enfants, dont son fils Hans Richard Volkmann (1860-1927) illustrateur et peintre paysagiste.

### Carrière
En 1855, il est médecin assistant dans la clinique chirurgicale universitaire de Halle dirigée par Ernst Blasius (de) (1802-1875). Celui-ci ayant des problèmes de vue, Volkmann lui succède en 1857 en devenant chirurgien-chef. Puis il coupe ses liens officiels avec l'université pour devenir un praticien privé très recherché de Halle jusqu'en 1867.
À partir de 1863, grâce à l'appui de son père, il donne des conférences universitaires bénévoles (sans faire partie du corps enseignant) qui attirent et passionnent les étudiants par leurs qualités didactiques. En même temps, il soigne ses patients privés avec un dévouement infatigable, tout en poursuivant ses propres recherches, il aimait dire « soit un médecin n'a pas de pain, soit il n'a pas le temps de le manger ».
Durant la guerre austro-prussienne de 1866, il est responsable d'un hôpital militaire de campagne, ce qui lui vaudra d'être nommé professeur de chirurgie de Halle en 1867. Il devient également directeur de la clinique chirurgicale universitaire de Halle, en gardant ces postes jusqu'à sa mort.
En 1870, il fonde la revue Sammlung Klinischer Vorträge qui traite tous les points importants de la médecine de son temps. Cette revue comptera 362 numéros donnant à Richard Volkmann une renommée internationale. Il sera même appelé en consultation par le pape Pie IX,.
En août 1870, durant la guerre franco-prussienne, il a le rang de chirurgien général, responsable de douze hôpitaux militaires, en étant présent au siège de Paris.
En 1872, il est cofondateur de la Société allemande de chirurgie (de), son secrétaire pendant 14 ans et son président de 1886 à 1887.
Dans les années 1880, il est atteint d'une myélopathie d'origine vasculaire entraînant un ramollissement médullaire (myélomalacie (en) ischémique). À cause de cela, il refuse  de succéder à Bernhard von Langenbeck (1810-1887) à Berlin. Quoique souffrant de paraplégie, il continuait de faire face. Même sur son lit de mort, il réunissait ses collègues auprès de lui pour préparer la conférence à venir. Il meurt en 1889, à l'âge de 59 ans, à la clinique neurologique d'Otto Binswanger (1852-1929) de l'université d'Iéna et est enterré dans le cimetière de la ville d'Halle-sur-Saale (de).

## Œuvre chirurgicale
En son temps, Ricard Volkmann est surtout réputé pour avoir introduit la méthode antiseptique de Joseph Lister (1827-1912) en Allemagne, et à l'appliquer avec succès en chirurgie de guerre. Au XXIe siècle, le nom de Volkmann reste principalement connu par le syndrome de Volkmann et « la loi de Hueter-Volkman ».

### Plaies de guerre
En 1867, Joseph Lister fait connaitre sa méthode antiseptique basée sur l'acide carbolique pour prévenir les infections des plaies. En 1871, après la fin de la guerre, la mortalité des blessés après amputation ou fracture ouverte est telle que les morgues hospitalières sont débordées. Volkman rapporte « Même dans les cas de fracture ouverte les plus simples, dès qu'une pointe osseuse perce la peau, puis est remise en place, aucun chirurgien ne peut dire que le patient survivra ».
En automne 1872, Volkmann débute les premiers essais de la méthode Lister. La peau du blessé, les mains du chirurgien, tous les instruments, tous les bandages et pansements sont désinfectés par 5 % d'acide carbolique. Il en communique les résultats en 1874, lors d'un congrès de la société allemande de chirurgie, par des statistiques comparatives. Les résultats sont tels qu'ils soulèvent l'enthousiasme, mais aussi des critiques dont celle de Theodor Billroth, ce qui met fin à leur amitié de 20 ans, Volkmann étant de tempérament vif et passionné. Il aurait déclaré « les gens acceptent l'avis d'un supérieur, et même d'un inférieur, mais pas celui d'un différent. Je l'ai souvent vécu dans ma vie ».

### Chirurgie osseuse et orthopédique
Von Volkmann réalise la première excision d'un cancer du rectum par voie trans-sacrée (par le sacrum) en 1878.  
Il publie de nombreux articles de chirurgie portant sur le traitement des déformations osseuses d'origine traumatique, infectieuse ou congénitale, ainsi qu'à celui du torticolis. Il contribue au traitement de la tuberculose ostéoarticulaire, notamment au niveau des vertèbres cervicales avec abcès associés des parties molles. Pour cela, il procède par curetage osseux et tente une prévention par iode, huile de foie de morue et régime alimentaire,.

#### Loi de Hueter-Volkmann
À partir de 1862, Volkmann publie un article sur la croissance osseuse du crâne humain, et Carl Hueter (de) (1838-1882) sur celle du fémur, du tibia et de la mandibule. Ces travaux, indépendants l'un de l'autre, ne se basent pas sur des expériences, mais sur des observations. Leurs explications ne concordent pas dans tous les détails, mais ils partagent une même opinion : « la compression d'un os ralentit sa croissance, la décompression l'accélère », ce serait la forme originale, historique de la loi de Hueter-Volkmann.
Cette loi, d'abord jugée comme une théorie simpliste, suscite de vifs débats entre chirurgiens allemands, surtout entre Volkmann et Julius Wolff (de) (1836-1902). Au cours du XXe siècle, après une longue évolution historique, la loi de Hueter-Volkmann est considérée comme s'appliquant au cartilage de croissance (épiphyse des os longs), une précision qui n'existerait pas dans les publications originales de ces auteurs.

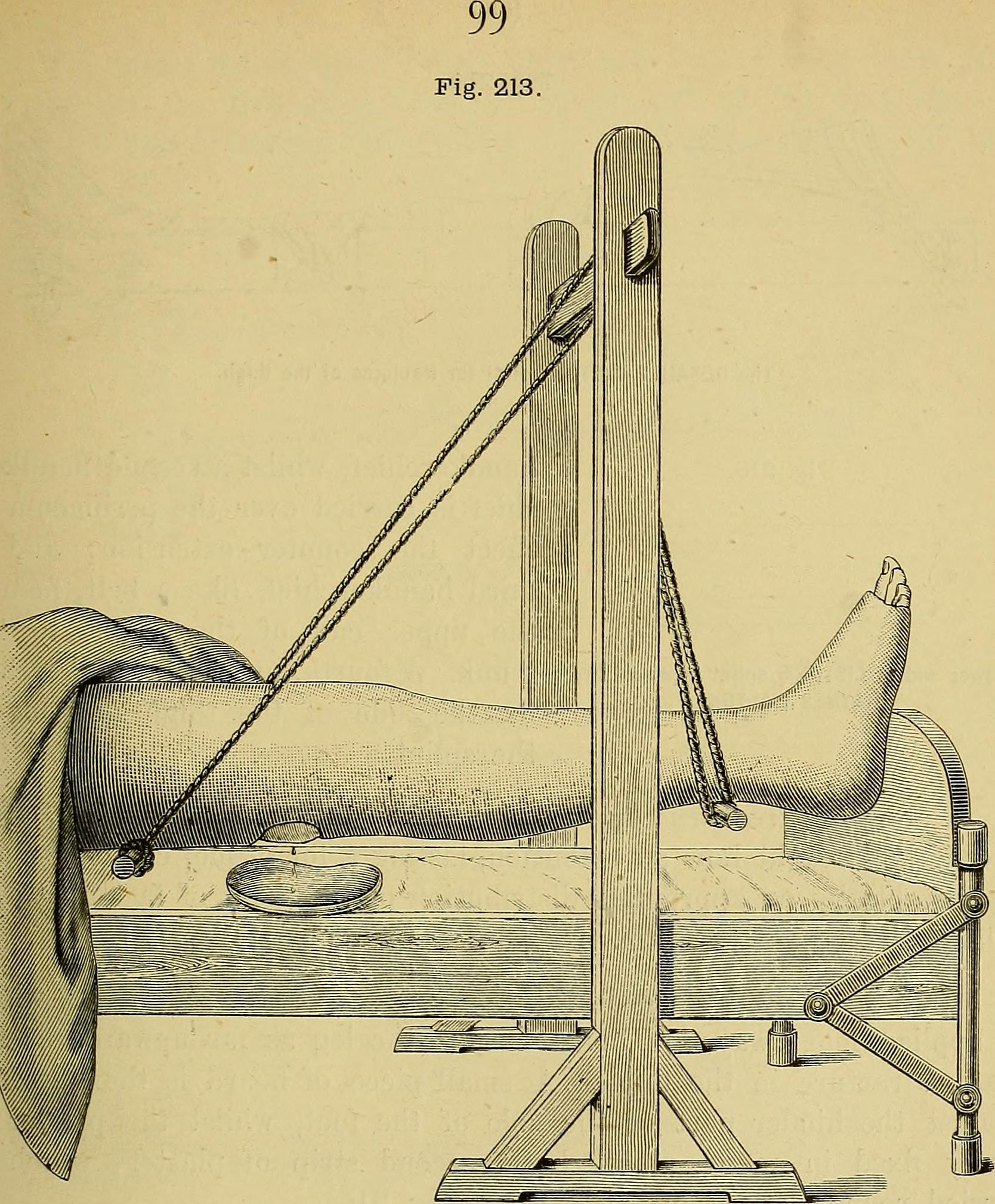
Immobilisation-suspension plâtrée de fracture de jambe. Illustration du manuel de chirurgie de guerre de (1823-1908), édition anglaise de 1884.

#### Syndrome de Volkmann
En 1881, Volkmann décrit une complication irréversible d'une fracture sous plâtre chirurgical, le syndrome ou contracture ischémique de Volkman qu'il appelle « paralysie musculaire ischémique avec contractures ». La description historique initiale porte sur l'extrémité du membre supérieur : la main est paralysée en griffe avec raccourcissement du membre (contracture par rétraction tendineuse), qu'il explique par une ischémie musculaire. Le même phénomène peut se voir au membre inférieur, au niveau du pied pour les fractures plâtrées de jambe.
Au XXe siècle, le syndrome de Volkmann est considéré comme la séquelle grave d'une forme particulière de syndrome des loges, comme une complication à éviter par un diagnostic précoce et un traitement d'urgence. Au XXIe siècle, la survenue d'un syndrome de Volkmann sous immobilisation plâtrée engage la responsabilité du médecin ; celui ci doit remettre au patient et à son entourage une fiche d'information et d'éducation dès la pose d'un appareil plâtré,.

#### Autres éponymies
- Carie sèche de Volkmann, variété de tuberculose osseuse de l'épaule ;
- difformité de Volkmann, déformation congénitale des deux pieds avec arrêt de développement d'un os de la jambe ;
- endothéliome de Volkmann, tumeur des glandes salivaires de type hémangiome ;
- opération de Volkmann, incision de la vaginale pour traiter l'hydrocèle ;
- opération de Volkmann-Kirmisson, section d'un tendon (chef claviculaire du sterno-cléido-mastoidien) pour traiter le torticolis congénital
- subluxation de Volkmann, luxation du tibia en arrière par tuberculose osseuse du genou.

Il est l'inventeur de plusieurs instruments qui portent son nom:
- attelle de Volkmann, attelle à gouttière avec support pour le pied et deux supports latéraux pour la réduction des fractures de jambe ;
- banc de marche de Volkmann, un prototype de déambulateur ;
- curette de Volkmann, curette dont l'extrémité est en forme de cuillère (à bord tranchant pour creuser le tissu osseux ; à bord mousse pour abraser les tissus mous) ;
- écarteur de Volkmann, munie de 2 à 4 dents ou crochets pour écarter les lèvres d'une plaie ou d'une incision chirurgicale.

## Œuvre littéraire
Par son père, Richard Volkmann est le neveu de Clara Fechner (de) (1801-1900) écrivaine influencée par les contes de fée français et le romantisme allemand, et par sa mère, le petit-fils de Gottfried Christoph Härtel éditeur de musique. Sa tante rédigeait des contes pour ses nombreux neveux et nièces, qui ont été publiés en 1848 sous le titre Die schwarzeTante (La tante noire).
Influencé par sa tante, Richard Volkman écrit aussi des poèmes et des contes de fées sous le pseudonyme de Richard Leander. Plusieurs poèmes ont été mis en musique par Gustav Mahler (1860-1911) notamment dans Lieder aus der Jugendzeit (Chansons de ma jeunesse). 
Son œuvre la plus connue est un recueil de contes de fées rédigé lors du siège de Paris, qu'il envoyait sur cartes postales aux enfants de sa famille nombreuse. Ces contes ont été publiés sous le titre Träumereien_an_französischen_Kaminen (de) (Rêveries au coin de cheminées françaises), illustrées par son fils Hans Richard Volkmann, avec plus de 300 éditions en plusieurs langues, en anglais sous le titre Dreams by French Firesides,.

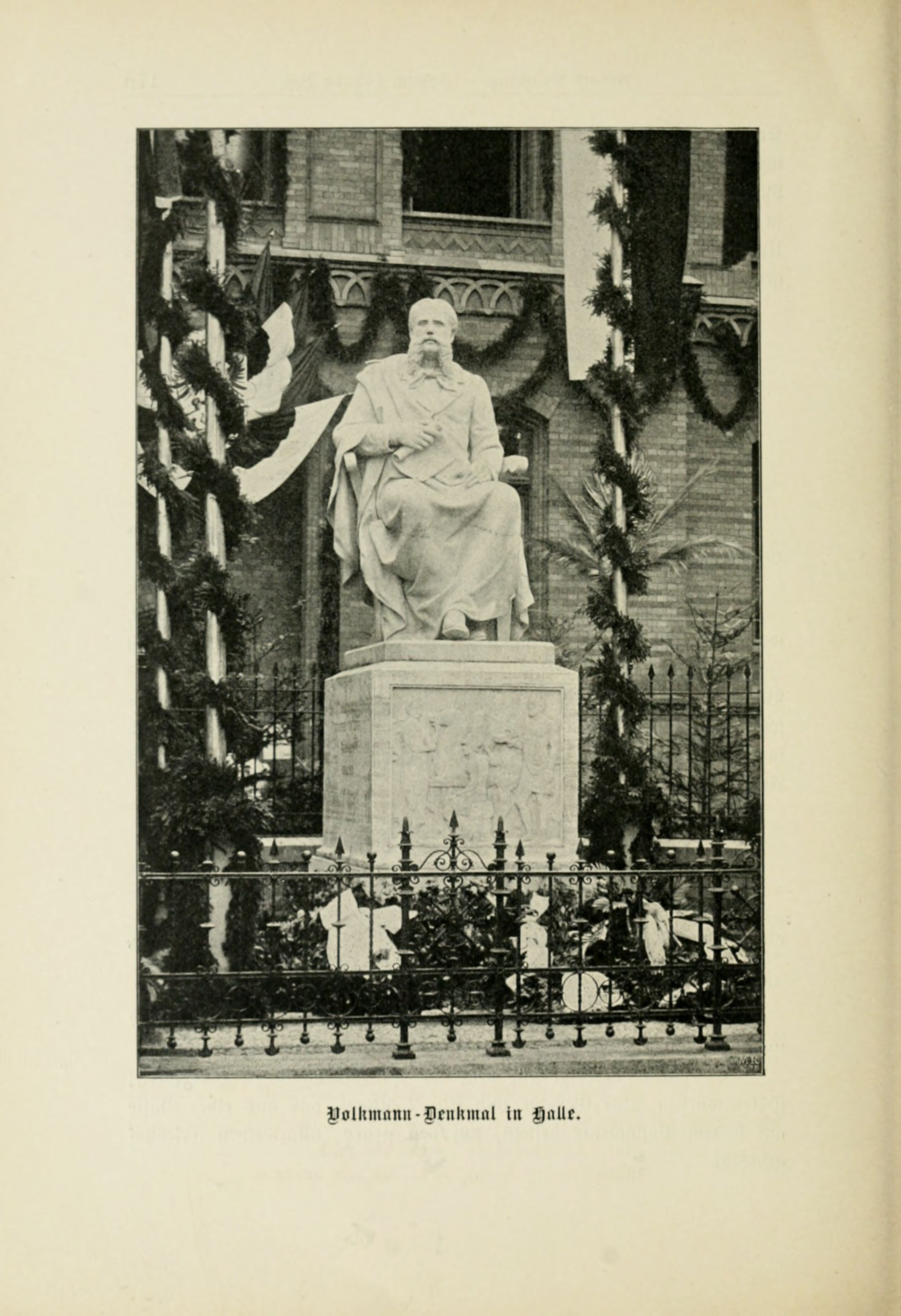
La statue de Richard von Volkmann devant la façade de la clinique chirurgicale universitaire de Halle, photographiée en 1904.

## Distinctions et honneurs
Richard von Volkmann a reçu de nombreuses distinctions, dont :
- Ordre de l'Aigle Rouge de 3e classe,
- Ordre de la Couronne prussienne de 2e classe,
- Commandeur de l'Ordre d'Albert L'Ours,
- Commandeur de l'Ordre de Vasa.

De plus il était membre honoraire de l'Académie Royale de médecine de Belgique, membre de l'Académie Léopoldine (1880). En 1882, il est fait citoyen d'honneur de la ville de Halle et en 1885, il est anobli par Guillaume Ier (1797-1888) pour devenir Richard von Volkmann,.
En apprenant sa mort, un de ses anciens patients a offert 5 000 marks à la mairie de Halle pour ériger un monument. Le sculpteur Artur Volkmann (de) (1851-1941), un de ses neveux par alliance, a été chargé de le réaliser. Le monument a été inauguré en 1894, devant la façade de la clinique chirurgicale universitaire de Halle, rénovée en 2002 et devenue clinique d'urologie.